# Bupalus dzuizynskii
Bupalus dzuizynskii là một loài bướm đêm trong họ Geometridae.